# Turbina corymbosa
Turbina corymbosa är en vindeväxtart som först beskrevs av Carl von Linné, och fick sitt nu gällande namn av Constantine Samuel Rafinesque. Turbina corymbosa ingår i släktet Turbina och familjen vindeväxter. Utöver nominatformen finns också underarten T. c. mollissima.

## Bildgalleri

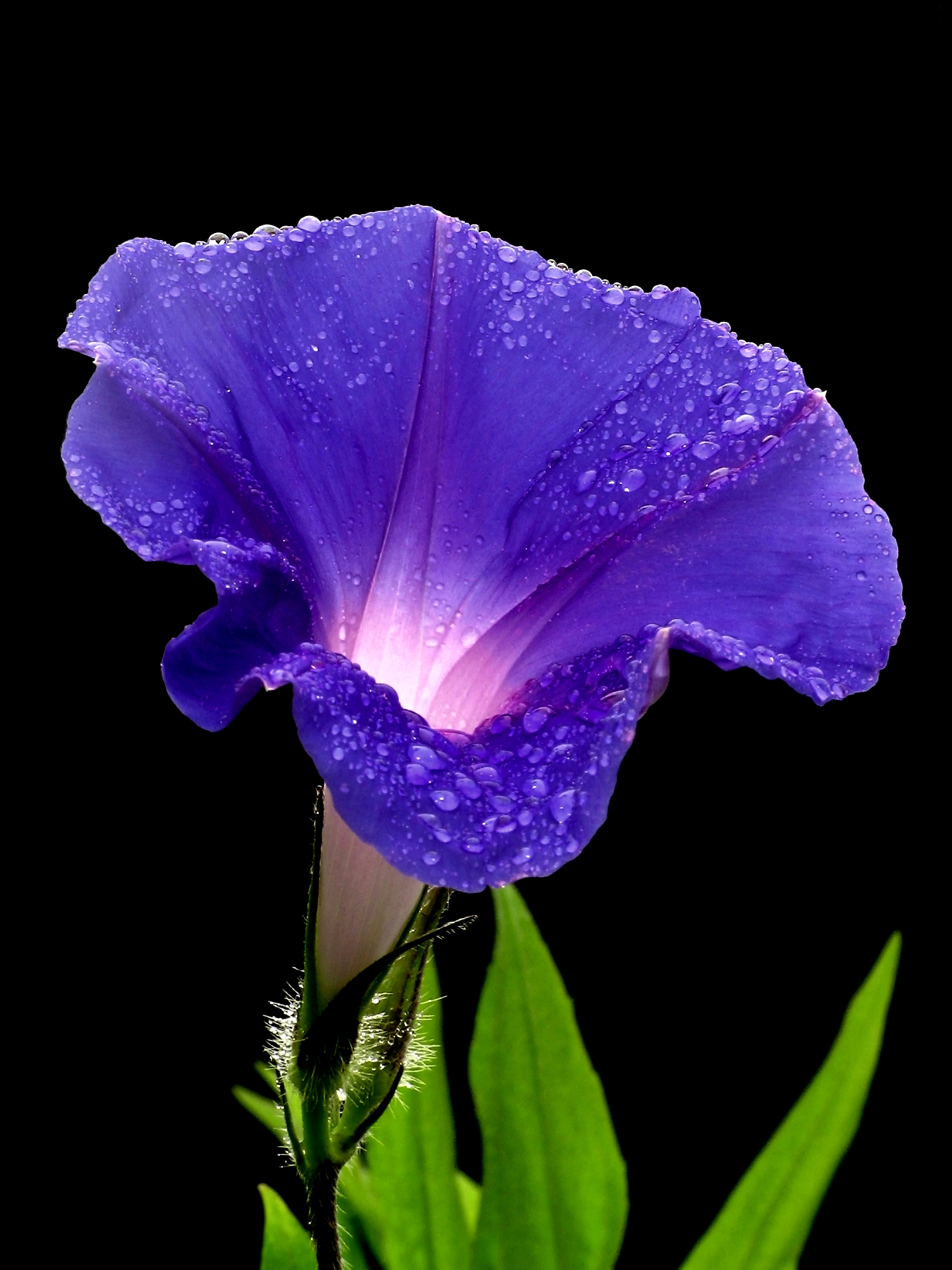
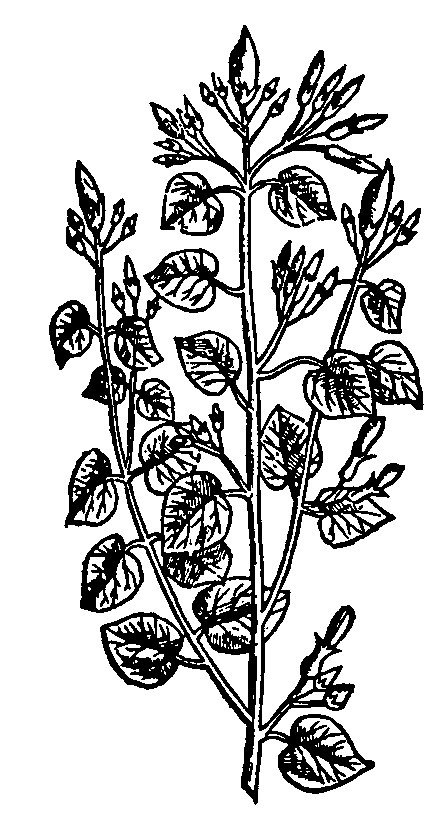
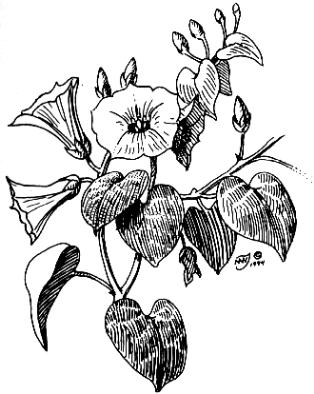